# Gonzalo Tellechea
Gonzalo Tellechea (San Juan (Argentina), 11 de julho de 1985) é um triatleta profissional argentino.

## Carreira
Gonzalo Tellechea representou seu país nas Olimpíadas de 2012, terminando em 38º.

### Rio 2016
Gonzalo Tellechea competiu na Rio 2016, ficando em 45º lugar com o tempo de 1:53.43.